# Neorapana grandis
Neorapana grandis es una especie de molusco gasterópodo de la familia Muricidae en el orden de los Neogastropoda.

## Distribución geográfica
Es endémica de Ecuador.